# Fuerzas Especiales Ginyū
Las Fuerzas Especiales Ginyū (ギニュー特戦隊 Ginyū Tokusentai?) es un grupo de personajes del manga Dragon Ball. Son cinco guerreros que componen la élite de los soldados de Freezer, y tienen como característica principal sus excéntricas poses y coreografías. Akira Toriyama declaró que están inspiradas en las series de sentai y de tokusatsu que solía ver con sus hijos.
Debutan en la historia cuando a Freezer se le dificulta reunir las Dragon Balls en Namek dada la oposición de Vegeta, Gohan y Krilin. Por ello, este los convoca a ese planeta para que se deshagan de los tres y recuperen las Dragon Balls que le habían sustraído. Desviándose de su trayecto original hacia Yardrat, las Fuerzas Ginyū llegan a Namek e interceptan a sus enemigos cuando están a punto de invocar a Polunga. El capitán se marcha con las Dragon Balls con el fin de entregárselas a Freezer, mientras que resto juegan piedra, papel o tijera para decidir a quién le toca luchar con determinado oponente.

## Integrantes

### Capitán Ginyū
El Capitán Ginyū (ギニュー?) es un soldado a las órdenes de Freezer. Con un nombre proveniente de una deformación del japonés «Gyūnyū» (牛乳?  lit.
«leche»), es el líder y el más poderoso de los cinco. Como posee la habilidad de cambiar de cuerpos, se desconoce si la forma que se ve es la verdadera o simplemente cambió de cuerpo con alguien más antes de los sucesos del manga. Tiene un poder de 120 000 unidades.
Cuando recuperan las Dragon Balls, no participa en la pelea contra Vegeta, Gohan y Krillin y, en su lugar, lleva estos objetos a Freezer. Deja a sus soldados confiando en que matarán a los tres fácilmente, pero estos son eliminados de a uno en el momento que Gokū aterriza en el lugar. Más adelante, Ginyū enfrenta a Gokū y se ve superado, por lo que se hiere a sí mismo y cambia de cuerpo con él. Después, se dirige nuevamente a la nave de Freezer, donde es vencido por Vegeta, ya que no sabe manejar el cuerpo de Gokū óptimamente. Ginyū intenta cambiar con Vegeta, pero en medio de la técnica Gokū se interpone y recupera su cuerpo. La batalla continúa y vuelve activar su habilidad, pero Gokū le lanza una rana namekiana en su lugar y Ginyū termina asumiendo esa forma, pero mientras trata de escapar del lugar ahora en esa forma, Vegeta intenta matarlo, pero finalmente Goku le menciona a Vegeta que lo deje en paz, ya que estando en esa situación este no era una amenaza para nadie, por lo que Vegeta finalmente le perdona la vida y lo deja ir por el momento.
En un episodio original del anime, Ginyū, en forma de rana namekiana, encuentra a Bulma y cambia cuerpo con ella, pero más tarde vuelve a transformarse en rana cuando intenta cambiar con Piccolo. Tanto el cuerpo de Ginyū —con el espíritu de la rana dentro— como él mismo en forma de rana son transportados a la Tierra cuando se pide ese deseo a Polunga, algo que salva su vida de la explosión de Namek. 

Años después sale durante el torneo de artes marciales en la saga de Majin Boo y Gohan lo descubre. Aparece mucho después en Dragon Ball Super como rana en la Tierra, mirando la nave de las fuerzas de Freezer, acompañado de Sorbet. En medio de la batalla, Ginyū toma control del cuerpo de Tagoma con la técnica de cambio, pero Gohan como Súper Saiyajin logra vencerlo y luego el mismo Vegeta lo elimina definitivamente, argumentando que este debió quedarse como rana y solo así tal vez le hubiera perdonado la vida, además de que no quería que estorbara en la batalla.

### Recoome
Recoome (リクーム Rikūmu?) es un extraterrestre que tiene la apariencia de un humano alto y musculoso. Su nombre proviene de una deformación del inglés «Cream» (クリーム Kurīmu?, lit. «crema»).
Es el segundo en luchar y, por sorteo, le toca contra Vegeta. No le afecta que Vegeta haya asesinado a traición a Gurdo, lo que demuestra que no le importan las vidas de sus compañeros. Cuando Vegeta lo golpea con gran fuerza al inicio de la pelea, Recoome se recupera con suma facilidad; y después, cuando Vegeta lo ataca y le destroza los dientes, solo muestra preocupación por su apariencia. Recoome derrota sin dificultad al príncipe saiyajin y, más tarde, a Krilin y Gohan. Sin embargo, al llegar Gokū, este lo vence de solo un codazo en el esternón. Recoome queda inconsciente y posteriormente Vegeta lo remata en un arrebato de ira y lo elimina con un ataque de Ki, lo que hace enojar a Gokū, quien no quería quitarle la vida.
En el anime fue utilizado por Kaiō Sama en el Más allá como entrenamiento para el difunto Yamcha, quien lo venció y lo envió al infierno. Recoome murió el 24 de diciembre del año 762.
Su poder de pelea es de 54 000 unidades.

### Burter
Burter (バータ Bāta?) es un extraterrestre color azul. Su nombre proviene de una deformación del inglés «Butter» (バター Batā?, lit. «mantequilla»).
Autoproclamado «el más rápido del universo», no le tocó luchar en ningún combate, y se limitó a mirar los sucesos junto con Jeice. Luego de la derrota de Recoome, pelea a dúo con Jeice pero aun así no consiguen causar daño a Gokū, quien demuestra ser más veloz que él. El saiyajin lo vence mediante dos golpes y lo deja inconsciente. Sin embargo, Vegeta quien no esta desacuerdo con Goku lo termina asesinando de una vez por todas, rompiéndole el cuello de un rodillazo.
En el anime, después de morir fue enviado al Más allá y fue derrotado, junto con Jeice, por Ten Shin Han, quien lo envió al infierno. Burter murió el 24 de diciembre del año 762.
Su poder de pelea es de 58 000 unidades

### Jeice
Jeice (ジース Jīsu?) es un extraterrestre color rojo y de larga cabellera blanca. Su nombre proviene de una deformación del inglés «Cheese» (チーズ Chīzu?, lit. «queso»).
A Jeice no le tocó luchar contra nadie, por lo que se quedó mirando los combates junto con Burter. El poder demostrado por Gokū requiere que ambos peleen con sus máximas fuerzas, aunque tampoco así logran ganarle. Sin embargo, Jeice sale con vida e informa lo ocurrido al capitán Ginyū. Una vez que su jefe también es eliminado, se dirige a la nave de Freezer, donde es atacado por Vegeta, que ha incrementado su poder al sanar sus heridas. El saiyajin lo mata allí con un ataque de Ki y, en el anime, Jeice va al infierno, tras perder una pelea con Ten Shin Han en el Más allá. Murió el 24 de diciembre del año 762.
Tiene 56 000 unidades de poder.

### Gurdo
Gurdo (グルド Gurudo?) es un extraterrestre pequeño y verde. Compensa su falta de poder con diferentes poderes psíquicos, entre los que destaca una capacidad limitada de controlar el tiempo, además de una técnica de paralización con telequinesis. Su nombre proviene de una deformación del inglés «Yogurt» (ヨーグルトYōguruto?  lit. «yogur»).
Su fuerza no se compara en absoluto con la de sus compañeros, lo que lleva a muchos a preguntarse por qué integra las fuerzas especiales. Lo que sucede es que tiene la habilidad de controlar el tiempo, entre otros poderes de similar índole. 
Es el primero en luchar y en el sorteo le tocan Gohan y Krilin. Al comienzo se impresiona por el poder de sus rivales. Aun así, logra esquivarlos deteniendo el tiempo. Después, paraliza a los dos con el fin de matarlos, aunque Vegeta aprovecha que está distraído y lo decapita. Incluso estando decapitado, Gurdo sigue con vida y en sus últimas palabras insulta a Vegeta por haber interferido en la pelea entre Gohan y Krilin, argumentando que ese combate era entre ellos tres, pero Vegeta por su parte le menciona que no necesitaba recordárselo y finalmente desintegra su cabeza con una ráfaga de ki.
En el anime después de morir fue al Más allá con el resto de su equipo y fue derrotado y enviado al infierno por Chaozu. Murió el 24 de diciembre del año 762.
Tiene 3 000 unidades de poder.

## Curiosidades
En los doblajes europeos derivados de AB Groupe (francés, español, portugués, catalán, gallego y euskera, con la excepción del valenciano), además de sus nombres auténticos, se les dio a cada uno un "grito de guerra" que decían al formar una pose. Su primer (y más notorio) uso fue en su primera aparición: los gritos fueron "Fuerza absoluta" (Recoome), "Fuerza infernal" (Burter), "Fuerza pura" (Jeice), "Fuerza animal" (Gurdo), "Fuerzas del mal" (Ginyu).
Además, a Ginyu se le cambió el nombre por Ginew, y a Burter por Brutier.
En los manga españoles (edición tankobon) se les llama, en vez de por sus nombres, por los productos lácteos derivados de sus nombres (todos sus nombres son juegos de palabras de productos lácteos en inglés)
- Cream (Recoome, es una crema)
- Butter (es una mantequilla)
- Cheese (es queso)
- Gurth (es Yogur)
- Ginew (es leche)